# Девет (филм)
„Девет“ (на английски: Nine) е американско-италиански филм от 2009 г.

## Актьорски състав
| Актьор          | Роля            |
| Даниъл Дей-Люис | Гуидо Контини   |
| Марион Котияр   | Луиза Контини   |
| Пенелопе Крус   | Карла Албанезе  |
| Джуди Денч      | Лили Ла Фльор   |
| Никол Кидман    | Клаудия Дженсън |
| Кейт Хъдсън     | Стефани         |
| Фърги           | Сарагина        |
| София Лорен     | мама Контини    |

## Награди и номинации
| Награда                              | Категория                               | Номиниран(и)                         | Резултат  |
| ------------------------------------ | --------------------------------------- | ------------------------------------ | --------- |
| Награди на филмовата академия на САЩ | Най-добра поддържаща женска роля        | Пенелопе Крус                        | номинация |
| Награди на филмовата академия на САЩ | Най-добър арт директор                  | Най-добър арт директор               | номинация |
| Награди на филмовата академия на САЩ | Най-добър дизайн на костюми             | Колийн Атуд                          | номинация |
| Награди на филмовата академия на САЩ | Най-добра оригинална песен              | „Take It All“                        | номинация |
| Награда на БАФТА                     | Най-добър грим и прически               | Питър Кинг                           | номинация |
| Златен глобус                        | Най-добър филм – мюзикъл или комедия    | Най-добър филм – мюзикъл или комедия | номинация |
| Златен глобус                        | Най-добра оригинална песен              | „Cinema Italiano“                    | номинация |
| Златен глобус                        | Най-добър актьор в мюзикъл или комедия  | Даниъл Дей-Люис                      | номинация |
| Златен глобус                        | Най-добра актриса в мюзикъл или комедия | Марион Котияр                        | номинация |
| Златен глобус                        | Най-добра поддържаща актриса            | Пенелопе Крус                        | номинация |
| Сателит                              | Най-добър филм – мюзикъл или комедия    | Най-добър филм – мюзикъл или комедия | награда   |
| Сателит                              | Най-добра кинематография                | Най-добра кинематография             | награда   |
| Сателит                              | Най-добър актьорски състав              | Най-добър актьорски състав           | награда   |
| Сателит                              | Най-добър филмов монтаж                 | Най-добър филмов монтаж              | номинация |
| Сателит                              | Най-добър звук                          | Най-добър звук                       | номинация |
| Сателит                              | Най-добър режисьор                      | Роб Маршал                           | номинация |
| Сателит                              | Най-добър актьор в мюзикъл или комедия  | Даниъл Дей-Люис                      | номинация |
| Сателит                              | Най-добра актриса в мюзикъл или комедия | Марион Котияр                        | номинация |
| Сателит                              | Най-добра актриса в поддържаща роля     | Пенелопе Крус                        | номинация |
| Сателит                              | Най-добър дизайн на костюми             | Колийн Атуд                          | номинация |
| Сателит                              | Най-добра оригинална песен              | „Cinema Italiano“                    | номинация |
| Сатурн                               | Най-добри костюми                       | Колийн Атуд                          | номинация |